# Jorge Luis Pinto
Jorge Luis Pinto Afanador (n. 16 decembrie 1952, San Gil, Santander, Columbia) este un antrenor columbian de fotbal, care în prezent este selecționerul echipei naționale de fotbal din Costa Rica.

## Palmares

### Club
Alianza Lima
- Primera División del Perú (1): 1997
- Primera División del Perú (1): Clausura 1999

Alajuelense
- Primera División de Costa Rica (1): Apertura 2002
- Primera División de Costa Rica (1): Apertura și Clausura 2003

Cúcuta Deportivo
- Categoría Primera A (1): 2006

Deportivo Táchira
- Primera División Venezuela (1): 2010–11

### Internațional
Costa-Rica
- Copa Centroamericana (1): 2013